# Список музеев Ватикана

## Музеи Ватикана
| Название                                          | Расположение                                              | Коллекции                                                                         | Иллюстрация | ! |
| ------------------------------------------------- | --------------------------------------------------------- | --------------------------------------------------------------------------------- | ----------- | - |
| Григорианский Этрусский музей                     | Во дворце Иннокентия VIII (18 залов)                      | Выставлены предметы быта этрусков, древнегреческие сосуды из некрополей этрусков. |             |   |
| Ватиканская библиотека                            | - Музей религиозного искусства                            | Самое значительное собрание древних рукописей в мире.                             |             |   |
| Музей Пио-Кристиано (Христианский музей папы Пия) |                                                           | Посвящён собранию раннехристианских произведений искусства.                       |             |   |
| Ватиканская пинакотека                            | Бельведерский дворец                                      | Представлена византийская и европейская живопись XI—XIX вв.                       |             |   |
| Музей Кьярамонти                                  | Основная часть музея Кьярамонти в Бельведере и коридорах. | Посвящён античной скульптуре                                                      |             |   |
| Исторический музей (Ватикан)                      | выставка карет во дворце Латеран                          | Находится коллекция экспонатов, связанных с историей Ватикана.                    |             |   |
| Коллекция современного религиозного искусства     | в апартаментах Борджиа и Salette Borgia                   | Галерея произведений современного религиозного искусства.                         |             |   |
| Этнологический миссионерский музей                | новое здание в Папском дворце                             | Представлены экспонаты, иллюстрирующие религиозные культы разных стран мира.      |             |   |

## Музеи в Папском дворце
| Название                    | Расположение                                            | Коллекции | Иллюстрация |
| --------------------------- | ------------------------------------------------------- | --- | ----------- |
| Апартаменты Борджиа         | дворец Николая V (5 залов, спальня папы и сокровищница) | Ранее личные апартаменты Александра VI, расписанные в том числе Пинтуриккьо, сейчас находится часть коллекции современного религиозного искусства |             |
| Сикстинская капелла         | Бывшая домовая церковь в Ватикане                       | Работы Микеланджело: росписи свода и фреска «Страшный суд», фрески Сандро Боттичелли, Пинтуриккьо и др.                                           |             |
| Капелла Никколина           | В башне папы Иннокентия III (Апостолический дворец)     | Личная капелла папы Николая V, расписанная Фра Беато Анджелико, посвящена Св. Стефану и Св. Лаврентию.                                            |             |
| Станцы Рафаэля              | Папский дворец                                          | |             |
| Галерея географических карт | Папский дворец                                          | |             |
| Галерея канделябров         | Апостольский дворец                                     | |             |
| Галерея Арацци              | Папский дворец                                          | |             |

- Лоджия кардинала Бибьена
- Зал колесницы

## Дворец Иннокентия VII
| Название                       | Расположение                                                   | Коллекции                                                                                           | Иллюстрация |
| ------------------------------ | -------------------------------------------------------------- | --------------------------------------------------------------------------------------------------- | ----------- |
| Музей Пия-Климента             | Во дворце Бельведер (8 залов), ниши дворика (Cortile Ottagono) | Основан с целью хранения известных греческих и римских произведений искусства (скульптура, мозаика) |             |
| Григорианский Египетский музей | 9 залов                                                        | Располагается небольшое собрание предметов египетского искусства из Рима и окрестностей             |             |
| Зал Кьяроскури                 |                                                                | |             |
| Лоджии Рафаэля                 |                                                                | |             |

- Башня Борджиа
- Дворец Николая V
- Лоджии двора Сан Дамазо
- Капелла Урбана VIII
- Зал Дам
- Зал Богородицы
- Папские апартаменты
- Дом Святой Марты
- Зал Собиески
- Зал Иммаколата